# غارب سليمان (الشغادرة)

تعديل مصدري - تعديل

غارب سليمان هي إحدى قرى عزلة قلعة حميد بمديرية الشغادرة التابعة لمحافظة حجة، بلغ تعداد سكانها 93 نسمة حسب تعداد اليمن لعام 2004.